# 밥 에벌리
밥 에벌리(Bob Eberly, 본명(本名)은 로버트 에벌(Robert Eberle), 1916년 7월 24일 ~ 1981년 11월 17일)는 미국의 가수, 작사가, 악단 지휘자, 영화배우이다.

## 생애

### 데뷔
1937년 가수로 첫 데뷔하였고 1942년 미국 영화 《The fleet's in》의 단역 출연을 통하여 영화배우 데뷔하였다.

### 사망
1981년 11월 17일 심근경색으로 인하여 향년 65세로 사망하였다.

## 유명세
영어 노래와 스페인어 노래를 부른 그는 흔히 보통적으로 대한민국 국내에서는 영어 노래 《Let there be love》와 영어 노래 《I'm glad there is you》와 스페인어 노래 《Maria Elena》를 모두 오리지널로 불러 대중적 히트한 가수로 널리 알려져 있다.

## 가족 관계
미국 가수 겸 악단 지휘자 레이 에벌(Ray Eberle)은 그의 아우이다.